# El Ouazir
El Ouazir (arabe : الوزير) est un journal tunisien publié en arabe à Tunis, avec le sous-titre « Publication hebdomadaire islamiste réformiste ». Fondé par Taïeb Ben Aissa (ar), son premier numéro paraît le 5 avril 1920.
Son siège initial se situe au numéro 13 du souk Essrairia puis est transféré au numéro 26 de l'impasse du Sabre, sur la rue du Pacha.
Parmi ses rédacteurs figurent Mahmoud Bourguiba et Belhassen Ben Chaâbane. Le journal imprime de 1 000 à 3 500 exemplaires selon les périodes.

## Histoire
C'est le second journal publié par Taïeb Ben Aissa, remplaçant à partir du 5 avril 1920 son premier journal, El Mouchir (ar). Il soutient le Destour mais son propriétaire est exclu du parti en 1921. Il soutient alors le Parti libéral constitutionnel indépendant qui ne pas survit pas longtemps. Il se range par la suite du côté du Néo-Destour dès sa création en 1934. Membre de son comité central, Ben Aissa est arrêté lors des événements du 9 avril 1938.
La publication du journal est suspendue jusqu'à sa libération en octobre 1938 et se poursuit jusqu'à l'entrée des forces de l'Axe en Tunisie en novembre 1942. Elle reprend sous forme de quotidien le 7 décembre 1954 mais cette périodicité ne dure que trois mois pour reprendre son rythme hebdomadaire et ce jusqu'à la parution du dernier numéro le 26 janvier 1956.
Après l'indépendance, Ben Aïssa publie son journal sous le titre d'El Mouchir à l'ère de l'indépendance à partir d'octobre 1957, en vue de soutenir le nouveau pouvoir, mais le journal s'éteint avec le décès de son propriétaire l'année suivante.